# 安琪拉·賽尼

安琪拉·賽尼（英語：Angela Saini，1980年—）是英國科學記者、電台媒體播報員和作家，她的第三本著作《Superior: The Return of Race Science 》已於 2019 年出版。 她的作品刊載於《科學》、《連線》、《衛報》 、《新人文主義者》和《新科學家》等刊物。她也是BBC 電台的主持人。

## 教育
她擁有兩個碩士學位 - 牛津大學的工程學碩士學位和倫敦國王學院戰爭研究系的科學與安全碩士學位。 她曾是牛津大學基布爾學院的學生。

## 事業
賽尼曾在 BBC 擔任記者，並於 2008 年離職，成為一名自由作家。 2008 年，賽尼 因調查假大學而贏得了CIRCOM 大獎，調查重點是群島國際大學 (Isles International University) 。 她於 2009 年被評為歐洲年度青年科學作家。 
賽尼的第一本著作《不可忽視的印度：崛起中的超級科技強權》於 2011 年出版。
2012年，她獲得英國科學作家協會的最佳新聞獎 (Award for best news item, 2012)。 2012 年至 2013 年間，她是麻省理工學院的奈特科學新聞研究員 (Knight Science Journalism Fellow)。 2015年，她獲得了美國科學促進會金獎。 
1. ↑  Lynn, Wu. . 南亞觀察. 2013-10-06  [2022-10-09]. （原始内容存档于2022-10-14） （中文（臺灣））.